# USS Spangler (DE-696)
USS Spangler (DE-696) là một tàu hộ tống khu trục lớp Buckley được Hải quân Hoa Kỳ chế tạo trong Chiến tranh Thế giới thứ hai. Tên nó được đặt theo Trung úy Hải quân Donald Hays Spangler (1918-1942), người từng phục vụ trên tàu tuần dương hạng nhẹ Atlanta (CL-51) và đã tử trận trong trận Hải chiến Guadalcanal vào ngày 13 tháng 11, 1942. Nó đã phục vụ cho đến khi chiến tranh kết thúc, và tiếp tục hoạt động trong giai đoạn cuộc Chiến tranh Lạnh cho đến khi xuất biên chế năm 1958 và bị tháo dỡ năm 1972. Spangler được tặng thưởng hai Ngôi sao Chiến trận do thành tích phục vụ trong Thế Chiến II.

## Thiết kế và chế tạo
Những chiếc thuộc lớp tàu hộ tống khu trục Buckley có chiều dài chung 306 ft (93 m), mạn tàu rộng 37 ft 1 in (11,30 m) và độ sâu mớn nước khi đầy tải là 11 ft 3 in (3,43 m). Chúng có trọng lượng choán nước tiêu chuẩn 1.400 tấn Anh (1.400 t); và lên đến 1.740 tấn Anh (1.770 t) khi đầy tải. Hệ thống động lực bao gồm hai turbine hơi nước General Electric công suất 13.500 mã lực (10.100 kW), dẫn động hai máy phát điện công suất 9.200 kilôwatt (12.300 hp) để vận hành hai trục chân vịt;  công suất 12.000 hp (8.900 kW) cho phép đạt được tốc độ tối đa 23 kn (26 mph; 43 km/h), và có dự trữ hành trình 6.000 nmi (6.900 mi; 11.000 km) khi di chuyển ở vận tốc đường trường 12 kn (14 mph; 22 km/h).
Vũ khí trang bị bao gồm ba pháo 3 in (76 mm)/50 cal trên tháp pháo nòng đơn có thể đối hạm hoặc phòng không, một khẩu đội 1,1 inch/75 caliber bốn nòng và tám pháo phòng không Oerlikon 20 mm. Vũ khí chống ngầm bao gồm một dàn súng cối chống tàu ngầm Hedgehog Mk. 10 (có 24 nòng và mang theo 144 quả đạn); hai đường ray Mk. 9 và tám máy phóng K3 Mk. 6 để thả mìn sâu. Khác biệt đáng kể so với lớp Evarts dẫn trước là chúng có thêm ba ống phóng ngư lôi Mark 15 21 inch (533 mm). Thủy thủ đoàn đầy đủ bao gồm 186 sĩ quan và thủy thủ.
Spangler được đặt lườn tại xưởng tàu của hãng Defoe Shipbuilding Company tại Bay City, Michigan vào ngày 28 tháng 4, 1943. Nó được hạ thủy vào ngày 15 tháng 7, 1943; được đỡ đầu bởi bà Myrtle Spangler, mẹ Trung úy Spangler, và nhập biên chế vào ngày 31 tháng 10, 1943 dưới quyền chỉ huy của Hạm trưởng, Thiếu tá Hải quân William Ano Burgett.

## Lịch sử hoạt động

### 1943 - 1945
Sau khi hoàn tất việc chạy thử máy huấn luyện tại khu vực Bermuda và sửa chữa sau chạy thử máy, Spangler lên đường vào ngày 24 tháng 12, 1943 để hộ tống một đoàn tàu vận tải đi sang khu vực Mặt trận Thái Bình Dương ngang qua kênh đào Panama. Sau khi đi đến Bora Bora thuộc quần đảo Society vào ngày 20 tháng 1, 1944, nó tham gia một đoàn tàu vận tải được Đơn vị Đặc nhiệm 116.15.3 trong vai trò soái hạm của Tư lệnh Đội hộ tống 39, và đi đến Espiritu Santo thuộc quần đảo New Hebrides.
Vào giữa tháng 2, Spangler hộ tống chiếc tàu chở đạn dược Shasta (AE-6) đi đến vịnh Purvis tại đảo Florida thuộc quần đảo Solomon, rồi đảm nhiệm việc tuần tra ngoài khơi Guadalcanal trong hai ngày tiếp theo. Sau đó nó lại hộ tống chiếc tàu vận tải Alnitah (AK-127) đi đến Torokina Point thuộc đảo Bougainville, rồi lại tuần tra ngoài khơi Blanche Harbor tại đảo Treasury và ngoài khơi vịnh Purvis. Trong ba tháng tiếp theo, nó hộ tống các đoàn tàu đi lại tại khu vực Nam Thái Bình Dương, giữa các khu vực Guadalcanal, Espiritu Santo, New Caledonia, đảo Florida, Majuro, Emirau, Rendova, và đảo Manus.
Vào cuối tháng 5, Spangler khởi hành từ Tulagi để đi sang quần đảo Admiralty vận chuyển một lô đạn súng cối chống tàu ngầm Hedgehog cho các chiếc England (DE-635), Raby (DE-698) và George (DE-697). Nó gặp gỡ các tàu chị em tại Manus vào ngày 27 tháng 5, chuyển giao số đạn dược, rồi cả bốn chiếc tàu hộ tống khu trục hình thành nên một đội tìm-diệt tàu ngầm vào ngày hôm sau, xây dựng chung quanh chiếc tàu sân bay hộ tống Hoggatt Bay (CVE-75). Đội đặc nhiệm khởi hành hướng lên phía Bắc vào ngày 30 tháng 5 sau khi nhận được báo cáo từ tàu khu trục Hazelwood (DD-531) đã phát hiện tín hiệu sonar của chiếc tàu ngầm Nhật Bản RO-105.
Trong khi England và Spangler hướng đến đầu phía Nam của hàng tuần tra, Raby và George hướng thẳng đến mục tiêu để tấn công, nhưng lượt tấn công ban đầu của họ không đem lại kết quả. Trong đêm, họ mất dấu chiếc tàu ngầm đối phương; tuy nhiên sau vài giờ, RO-105 buộc phải nổi lên mặt nước tại một vị trí ở khoảng giữa Raby và George, và bật đèn pha tìm kiếm. England và Spangler nhanh chóng hướng đến vị trí của ánh đèn, vốn đã bộc lộ vị trí của mục tiêu đối phương. Đến 05 giờ 00 ngày 31 tháng 5, họ tiếp xúc với Raby và George cũng như với Sĩ quan Chỉ huy Chiến thuật. Vào lúc bình minh, Raby và George tấn công trước với những loạt mìn liên tiếp; và khi họ thất bại Spangler tiếp tục tham gia, thả 24 quả mìn sâu nhưng cũng không mang lại kết quả. Chỉ sau đợt tấn công bằng mìn sâu của England mới mang lại một vụ nổ lớn dưới nước, xác nhận RO-105 đã bị tiêu diệt.
Các con tàu gia nhập trở lại Đội đặc nhiệm 30.4 vào ngày 2 tháng 6, và quay trở lại Seeadler Harbor tại Manus. Spangler tiếp tục hoạt động cùng Hoggatt Bay cho đến ngày 21 tháng 6, khi nó lên đường đi vịnh Purvis để được đại tu. Từ cuối tháng 7 đến cuối tháng 9, nó hoạt động từ vịnh Purvis trong vai trò hộ tống vận tải và tuần tra chống tàu ngầm, từng ghé đến Guadalcanal, Espiritu Santo, đảo Barika, Tulagi, Eniwetok, Tarawa và Hollandia. Đến tháng 10, nó phục vụ như tàu căn cứ tại Funafuti thuộc quần đảo Ellice, nhưng không lâu sau lại được điều đến vịnh Purvis để tiếp tục nhiệm vụ hộ tống vận tải, hộ tống tàu bè đi đến Kossol Passage, Ulithi và Guam cho đến cuối năm 1944.
Chuyển căn cứ hoạt động đến Guam từ ngày 1 tháng 1, 1945, Spangler hộ tống cho tàu bè đi lại trên tuyến Guam-Ulithi, đồng thời tham gia hoạt động của các đội tìm-diệt tàu ngầm. Trong ba tháng tiếp theo nó phục vụ hộ tống và tuần tra trong thành phần đơn vị tìm kiếm và giải cứu (SAR) Mariana-Iwo Jima. Từ ngày 26 tháng 4 đến ngày 27 tháng 5, nó phục vụ như tàu căn cứ tại Saipan, rồi quay lại nhiệm vụ tuần tra bảo vệ tại Guam cho đến khi chiến tranh chấm dứt. Sau khi đi từ Okinawa quay trở về Guam vào ngày 4 tháng 9, nó khởi hành để cùng Raby quay trở về Hoa Kỳ, và sau khi ghé qua Trân Châu Cảng vào ngày 22 tháng 9, nó tiếp tục đi đến San Pedro, California để được đại tu.

### Sau chiến tranh
Hoàn tất việc sửa chữa vào ngày 20 tháng 2, 1946. Spangler rời vùng bờ Tây để đi sang khu vực Tây Thái Bình Dương ngang qua Trân Châu Cảng và Guam. Nó phục vụ tại Viễn Đông trong năm tháng tiếp theo, viếng thăm các cảng Sán Đầu, Hong Kong, Thượng Hải và Thanh Đảo thuộc Trung Quốc. Con tàu đi đến Okinawa vào ngày 19 tháng 11 và ở lại đây cho đến ngày 1 tháng 2, 1947, khi nó lên đường để cùng các tàu hộ tống khu trục chị em Osmus (DE-701) và Currier (DE-700) quay trờ về Hoa Kỳ.
Chuyển cảng nhà đến San Diego vào ngày 2 tháng 3, Spangler trong gần một thập niên tiếp theo hoạt động từ cảng này tại khu vực bờ biển California. Nó thưởng xuyên viếng thăm Long Beach và San Francisco, thực hiện năm chuyến đi sang khu vực Hawaii cùng một chuyến viếng thăm Acapulco, Mexico. Vào ngày 4 tháng 10, 1955, nó khởi hành từ San Diego để đi sang hoạt động tại khu vực Tây Thái Bình Dương, ghé qua Trân Châu Cảng và Midway trước khi đi đến Yokosuka, Nhật Bản vào ngày 22 tháng 10. Trong lượt phục vụ tại Viễn Đông kéo dài sáu tháng, con tàu đã viếng thăm Sasebo, Nhật Bản; Hong Kong; và vịnh Subic, Philippines. Nó rời Yokosuka vào ngày 13 tháng 3, 1956, và sau các chặng dừng tại Midway và Trân Châu Cảng đã về đến San Diego vào ngày 31 tháng 3. Nó ở lại cảng San Diego cho đến hết năm 1956, ngoại trừ một chuyến đi ngắn đến Long Beach vào giữa tháng 9.
Vào ngày 3 tháng 1, 1957, một lần nữa Spangler lại khởi hành từ San Diego cho một lượt hoạt động khác tại khu vực Tây Thái Bình Dương. Con tàu đã ghé qua Kwajalein; Guam; Auckland, New Zealand; Manus thuộc quần đảo Admiralty; Corregidor, Manila; Singapore; Sattahip, Thái Lan; Hong Kong; Cao Hùng, Đài Loan; Jinhae-gu, Hàn Quốc; Yokosuka, Sasebo, Kobe và Beppu, Nhật Bản. Nó rời Yokosuka vào ngày 20 tháng 6 để quay trở về Hoa Kỳ, về đến San Diego vào ngày 7 tháng 7.
Spangler được cho xuất biên chế tại Astoria, Oregon, vào ngày 8 tháng 10, 1958 và được đưa về Hạm đội Dự bị Thái Bình Dương, neo đậu tại sông Columbia. Con tàu không bao giờ được đưa ra hoạt động trở lại; tên nó được cho rút khỏi danh sách Đăng bạ Hải quân vào ngày 1 tháng 3, 1972, và con tàu được bán cho hãng Zidell Explorations, Inc. tại Portland, Oregon vào ngày 20 tháng 11, 1972 để tháo dỡ.

## Phần thưởng
Spangler được tặng thưởng hai Ngôi sao Chiến trận do thành tích phục vụ trong Thế Chiến II.
|                           |  |  |
| Bronze star · Bronze star |  |  |

| Huân chương Chiến dịch Hoa Kỳ                                           |                                      |                                       |
| Huân chương Chiến dịch Châu Á-Thái Bình Dương với 2 Ngôi sao Chiến trận | Huân chương Chiến thắng Thế Chiến II | Huân chương Phục vụ Phòng vệ Quốc gia |